# Jane Bunnett
Maryjane „Jane“ Bunnett (* 22. Oktober 1955 in Toronto, Ontario) ist eine kanadische Jazzmusikerin (Querflöte, Sopransaxophon).

## Leben und Wirken

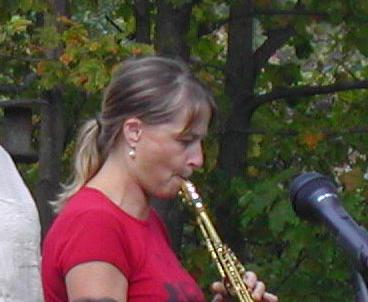
Jane Bunnett; 2007

Bunnett lernte zunächst klassisches Klavier und wechselte dann aufgrund einer Sehnenscheidenentzündung zur Böhm-Flöte. Im Jazzstudiengang der York University in Toronto kam noch das Sopransaxophon hinzu (auf dem sie sich bei Steve Lacy vervollkommnete).
Gemeinsam mit ihrem Mann, dem Trompeter Larry Cramer, lebte sie von 1992 bis 1995 in Paris, wo sie auch mit Claudine François auftrat. 1989 spielte sie mit Don Pullen eine gelungene Duoplatte ein. Cramer, Pullen, Jeanne Lee und Sheila Jordan sind an ihrem Album The Water is Wide beteiligt.
Zunehmend beschäftigte sie sich intensiv mit Musik von Kuba, zunächst aufgrund ihrer Urlaube auf der Insel. Bereits auf der Platte Spirits of Havana (1991) setzt sie sich mit unterschiedlichen afroamerikanischen Traditionen und deren aktuellen Vertretern intensiv und glaubwürdig auseinander. Seit 2014 nahm sie mehrere Alben mit dem gemeinsam mit der Sängerin Daymé Arocena gegründeten kubanischen Frauenensemble Maqueque auf, was in einem alten afro-kubanischen Dialekt „Geist eines jungen Mädchens“ bedeutet.

## Preise und Auszeichnungen
Seit 2001 sind Bunnetts Produktionen mehrfach für den Grammy und den Juno Award vorgeschlagen worden. Ihr Album Jane Bunnett and Maqueque wurde 2015 mit dem Juno Award/Jazz Album of the Year – Group ausgezeichnet. 2004 gewann sie die Rising Star Kategorie im Down Beat Kritikerpoll für Flöte.
Bunnett wurde 2004 mit dem Order of Canada geehrt. 2006 erhielt sie die Ehrendoktorwürde der Queen’s University (Kingston).

## Diskografische Hinweise

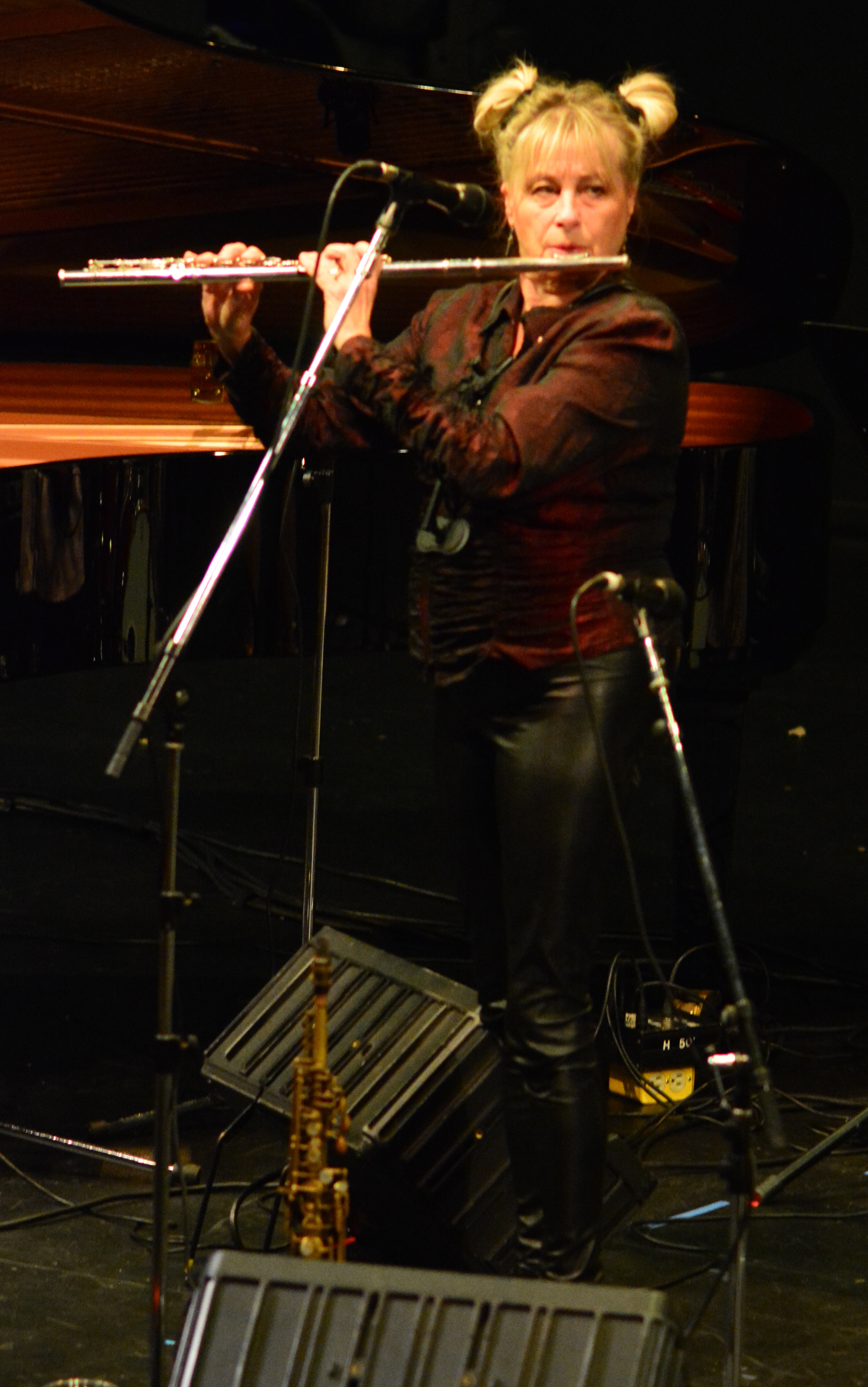
Jane Bunnett auf dem Earshot Jazz Festival in Seattle (2023)

- Jane Bunnett / Don Pullen – New York Duets, 1989.
- Jane Bunnett Quintet – Live at Sweet Basil, 1990.
- Spirits of Havana, 1991 – ausgezeichnet mit dem Juno Award/Best World Beat Recording 1993.
- The Water is Wide, 1993.
- Paul Bley/Jane Bunnett – Double Time, 1994.
- Rendez-Vous Brazil Cuba, 1995.
- Jane Bunnett and The Cuban Piano Masters, 1996.
- Havana Flute Summit, 1998.
- Jane Bunnett & The Spirits of Havana – Chamalongo, 1998.
- Jane Bunnett & The Spirits of Havana – Ritmo + Soul, 2000  – ausgezeichnet mit dem Juno Award für das Best Global Album.
- Alma de Santiago, 2001.
- Spirituals and Dedications, 2002.
- Cuban Odyssey, 2002.
- Red Dragonfly (AKA Tombo), 2004 (mit dem Penderecki String Quartet).
- Radio Guantanamo (Guantanamo Blues Project Vol. 1)  2006 – ausgezeichnet mit dem Juno Award 2006 für das Contemporary Jazz Album of the Year.
- Embracing Voices 2008 – ausgezeichnet mit dem Juno Award 2009 für das Contemporary Jazz Album of the Year.
- Jane Bunnett & Hilario Durán – Cuban Rhapsody, 2011.
- Jane Bunnett & Maqueque – Oddara, 2016.
- Jane Bunnett & Maqueque – Playing with Fire, 2023.